# 조선총독부 중추원 간부 목록
이 문서는 일제강점기 당시에 조선총독부의 자문 기관으로 존재했던 기관인 조선총독부 중추원 간부에 해당하는 직위인 부의장(副議長), 고문(顧問), 찬의(贊議), 부찬의(副贊議), 참의(參議)를 역임했던 인물 346명에 관한 목록이다. 해당 인물에 대해서는 직위와 임기를 함께 표기했다.
1910년 10월에 《조선총독부 중추원 관제》(朝鮮總督府 中樞院 官制)가 제정되면서 의장(議長) 1명, 부의장(副議長, 칙임대우) 1명, 고문(顧問, 칙임대우) 15명, 찬의(贊議, 칙임대우) 20명, 부찬의(副贊議, 주임대우)이 신설되었으며 조선총독부 정무총감이 조선총독부 중추원 의장을 겸했다. 1921년 4월에 《조선총독부 중추원 관제》가 개정되면서 찬의와 부찬의는 참의(參議)로 대체되었고 해당 직위는 1945년 9월 21일을 기해 재조선미육군사령부군정청에 의해 폐지될 때까지 존재했다.

## 가 ~ 나
| 이름 (한자 표기) | 직위 |
| ---------------- | --- |
| 강경희 (姜敬熙)  | 찬의 (1911년 6월 24일 ~ 1921년 4월 27일)                                                                              |
| 강동희 (姜東曦)  | 참의 (1939년 6월 3일 ~ 1942년 6월 2일)                                                                                |
| 강번 (姜藩)      | 참의 (1941년 6월 23일 ~ 1944년 5월 6일)                                                                               |
| 강병옥 (康秉鈺)  | 참의 (1924년 4월 27일 ~ 1927년 4월 26일)                                                                              |
| 강이황 (姜利璜)  | 참의 (1945년 6월 6일 ~ 1945년 9월 21일)                                                                               |
| 강필성 (姜弼成)  | 참의 (1930년 6월 3일 ~ 1932년 2월 13일)                                                                               |
| 고영희 (高永喜)  | 고문 (1910년 10월 1일 ~ 1916년 1월 24일)                                                                              |
| 고원식 (高源植)  | 부찬의 (1910년 10월 1일 ~ 1911년 2월 25일)                                                                            |
| 고원훈 (高元勳)  | 참의 (1924년 4월 27일 ~ 1924년 12월 1일, 1939년 6월 3일 ~ 1945년 9월 21일)                                            |
| 고일청 (高一淸)  | 참의 (1935년 4월 20일 ~ 1938년 4월 19일)                                                                              |
| 고희경 (高羲敬)  | 고문 (1926년 7월 2일 ~ 1934년 2월 27일)                                                                               |
| 구연수 (具然壽)  | 참의 (1923년 4월 12일 ~ 1925년 5월 6일)                                                                               |
| 구희서 (具羲書)  | 부찬의 (1910년 10월 1일 ~ 1921년 4월 21일)                                                                            |
| 권봉수 (權鳳洙)  | 찬의 (1910년 10월 1일 ~ 1912년 12월 13일)                                                                             |
| 권중식 (權重植)  | 참의 (1942년 6월 3일 ~ 1943년 2월 27일)                                                                               |
| 권중현 (權重顯)  | 고문 (1910년 10월 1일 ~ 1920년 5월 20일, 1929년 7월 2일 ~ 1934년 3월 22일)                                            |
| 권태환 (權泰煥)  | 부찬의 (1910년 10월 1일 ~ 1921년 4월 26일) 참의 (1921년 4월 28일 ~ 1929년 6월 27일)                                   |
| 김갑순 (金甲淳)  | 참의 (1921년 4월 28일 ~ 1930년 6월 2일)                                                                               |
| 김경수 (金景壽)  | 참의 (1944년 4월 21일 ~ 1945년 9월 21일)                                                                              |
| 김경진 (金慶鎭)  | 참의 (1939년 6월 3일 ~ 1945년 6월 2일)                                                                                |
| 김관현 (金寬鉉)  | 참의 (1934년 4월 17일 ~ 1945년 9월 21일)                                                                              |
| 김교성 (金敎聲)  | 부찬의 (1910년 10월 1일 ~ 1921년 4월 27일) 참의 (1921년 4월 28일 ~ 1924년 4월 26일)                                   |
| 김기수 (金基秀)  | 참의 (1936년 6월 3일 ~ 1939년 6월 2일)                                                                                |
| 김기태 (金琪邰)  | 참의 (1921년 4월 28일 ~ 1927년 4월 26일)                                                                              |
| 김기홍 (金基鴻)  | 참의 (1938년 4월 20일 ~ 1941년 4월 19일)                                                                              |
| 김낙헌 (金洛憲)  | 부찬의 (1918년 6월 19일 ~ 1919년 7월 2일)                                                                             |
| 김돈희 (金暾熙)  | 참의 (1945년 7월 5일 ~ 1945년 9월 21일)                                                                               |
| 김동준 (金東準)  | 참의 (1945년 6월 6일 ~ 1945년 9월 21일)                                                                               |
| 김동훈 (金東勳)  | 참의 (1945년 6월 6일 ~ 1945년 9월 21일)                                                                               |
| 김두찬 (金斗贊)  | 참의 (1933년 6월 3일 ~ 1936년 6월 2일)                                                                                |
| 김만수 (金晩秀)  | 찬의 (1910년 10월 1일 ~ 1910년 12월 19일)                                                                             |
| 김명규 (金命圭)  | 부찬의 (1910년 10월 1일 ~ 1921년 4월 27일) 참의 (1921년 4월 28일 ~ 1930년 12월 11일)                                  |
| 김명수 (金明秀)  | 부찬의 (1910년 10월 1일 ~ 1912년 4월 11일)                                                                            |
| 김명준 (金明濬)  | 참의 (1921년 4월 28일 ~ 1945년 6월 2일)                                                                               |
| 김병규 (金炳奎)  | 참의 (1933년 6월 3일 ~ 1936년 6월 2일)                                                                                |
| 김병욱 (金秉旭)  | 참의 (1945년 6월 6일 ~ 1945년 9월 21일)                                                                               |
| 김병원 (金炳鵷)  | 참의 (1930년 6월 3일 ~ 1933년 6월 2일)                                                                                |
| 김사묵 (金思默)  | 찬의 (1910년 10월 1일 ~ 1910년 12월 19일)                                                                             |
| 김사연 (金思演)  | 참의 (1934년 4월 17일 ~ 1945년 9월 21일)                                                                              |
| 김상설 (金相卨)  | 참의 (1927년 6월 3일 ~ 1936년 6월 2일)                                                                                |
| 김상섭 (金商燮)  | 참의 (1929년 5월 27일 ~ 1932년 5월 26일)                                                                              |
| 김상형 (金相亨)  | 참의 (1935년 8월 15일 ~ 1941년 8월 14일)                                                                              |
| 김상회 (金尙會)  | 참의 (1938년 9월 1일 ~ 1945년 9월 21일)                                                                               |
| 김서규 (金瑞圭)  | 참의 (1935년 4월 20일 ~ 1935년 8월 17일)                                                                              |
| 김성규 (金成圭)  | 참의 (1931년 7월 8일 ~ 1934년 7월 7일)                                                                                |
| 김신석 (金信錫)  | 참의 (1939년 6월 3일 ~ 1945년 9월 21일)                                                                               |
| 김연상 (金然尙)  | 참의 (1921년 4월 28일 ~ 1924년 4월 2일)                                                                               |
| 김연수 (金秊洙)  | 참의 (1941년 5월 12일 ~ 1945년 9월 21일)                                                                              |
| 김영무 (金英武)  | 참의 (1924년 4월 27일 ~ 1927년 4월 26일)                                                                              |
| 김영배 (金永培)  | 참의 (1943년 9월 30일 ~ 1943년 11월 9일)                                                                              |
| 김영진 (金英鎭)  | 참의 (1945년 6월 6일 ~ 1945년 9월 21일)                                                                               |
| 김영택 (金泳澤)  | 참의 (1935년 4월 20일 ~ 1938년 4월 19일)                                                                              |
| 김영한 (金榮漢)  | 참의 (1921년 4월 28일 ~ 1927년 4월 26일)                                                                              |
| 김우영 (金雨英)  | 참의 (1943년 9월 30일 ~ 1944년 5월 19일)                                                                              |
| 김원근 (金元根)  | 참의 (1942년 6월 3일 ~ 1945년 6월 2일)                                                                                |
| 김윤복 (金允福)  | 참의 (1944년 9월 13일 ~ 1945년 8월 16일)                                                                              |
| 김윤식 (金允植)  | 부의장 (1910년 10월 1일 ~ 1912년 8월 9일)                                                                             |
| 김윤정 (金潤晶)  | 참의 (1926년 8월 14일 ~ 1945년 6월 5일) 고문 (1945년 6월 6일 ~ 1945년 9월 21일)                                       |
| 김재환 (金在煥)  | 참의 (1944년 4월 17일 ~ 1945년 9월 21일)                                                                              |
| 김정석 (金定錫)  | 참의 (1939년 6월 3일 ~ 1942년 6월 2일)                                                                                |
| 김정태 (金禎泰)  | 참의 (1924년 4월 27일 ~ 1927년 4월 26일)                                                                              |
| 김정호 (金正浩)  | 참의 (1935년 4월 20일 ~ 1938년 4월 19일)                                                                              |
| 김제하 (金濟河)  | 참의 (1922년 6월 15일 ~ 1925년 6월 14일, 1929년 12월 10일 ~ 1931년 7월 8일)                                           |
| 김종흡 (金鍾翕)  | 참의 (1933년 6월 3일 ~ 1936년 6월 2일)                                                                                |
| 김준용 (金準用)  | 부찬의 (1910년 10월 1일 ~ 1921년 4월 27일) 참의 (1921년 4월 28일 ~ 1923년 2월 25일)                                   |
| 김진수 (金晋洙)  | 참의 (1939년 6월 3일 ~ 1942년 6월 2일)                                                                                |
| 김창수 (金昌洙)  | 참의 (1939년 6월 3일 ~ 1942년 6월 2일)                                                                                |
| 김창한 (金彰漢)  | 참의 (1926년 9월 7일 ~ 1932년 9월 6일)                                                                                |
| 김춘희 (金春熙)  | 찬의 (1918년 4월 11일 ~ 1921년 4월 27일) 참의 (1921년 4월 28일 ~ 1924년 4월 26일)                                     |
| 김태석 (金泰錫)  | 참의 (1944년 2월 3일 ~ 1945년 9월 21일)                                                                               |
| 김태집 (金泰潗)  | 참의 (1942년 6월 3일 ~ 1945년 6월 2일)                                                                                |
| 김필희 (金弼熙)  | 부찬의 (1911년 2월 25일 ~ 1921년 4월 27일) 참의 (1921년 4월 28일 ~ 1924년 4월 26일)                                   |
| 김하섭 (金夏涉)  | 참의 (1945년 7월 5일 ~ 1945년 9월 21일)                                                                               |
| 김한규 (金漢奎)  | 부찬의 (1910년 10월 1일 ~ 1911년 2월 25일) 참의 (1933년 6월 3일 ~ 1936년 6월 2일)                                     |
| 김한목 (金漢睦)  | 부찬의 (1920년 2월 16일 ~ 1921년 4월 27일) 참의 (1921년 4월 28일 ~ 1927년 4월 26일, 1939년 6월 3일 ~ 1941년 8월 13일) |
| 김한승 (金漢昇)  | 참의 (1932년 6월 2일 ~ 1935년 6월 1일)                                                                                |
| 김현수 (金顯洙)  | 부찬의 (1921년 2월 21일 ~ 1921년 4월 27일) 참의 (1921년 4월 28일 ~ 1927년 4월 26일)                                   |
| 김화준 (金化俊)  | 참의 (1941년 5월 31일 ~ 1945년 9월 21일)                                                                              |
| 김희작 (金熙綽)  | 참의 (1925년 12월 27일 ~ 1928년 12월 27일)                                                                            |
| 나수연 (羅壽淵)  | 부찬의 (1910년 10월 1일 ~ 1921년 4월 27일) 참의 (1921년 4월 28일 ~ 1926년 6월 16일)                                   |
| 남궁영 (南宮營)  | 참의 (1935년 4월 20일 ~ 1939년 12월 29일)                                                                             |
| 남규희 (南奎熙)  | 찬의 (1910년 10월 1일 ~ 1921년 4월 27일) 참의 (1921년 4월 28일 ~ 1927년 4월 26일)                                     |
| 남백우 (南百祐)  | 참의 (1939년 6월 3일 ~ 1942년 6월 2일)                                                                                |
| 노영환 (盧泳奐)  | 참의 (1936년 6월 3일 ~ 1939년 6월 2일)                                                                                |
| 노준영 (盧俊泳)  | 참의 (1945년 6월 6일 ~ 1945년 9월 21일)                                                                               |
| 노창안 (盧蒼顔)  | 참의 (1924년 4월 27일 ~ 1930년 6월 2일)                                                                               |

## 마 ~ 바
| 이름 (한자 표기) | 직위 |
| ---------------- | --- |
| 문명기 (文明琦)  | 참의 (1941년 4월 21일 ~ 1945년 9월 21일) |
| 문종구 (文鍾龜)  | 참의 (1939년 6월 3일 ~ 1942년 6월 2일) |
| 민건식 (閔健植)  | 부찬의 (1910년 10월 1일 ~ 1921년 4월 26일) 참의 (1921년 4월 28일 ~ 1933년 6월 2일) |
| 민규식 (閔奎植)  | 참의 (1945년 6월 6일 ~ 1945년 9월 21일) |
| 민병덕 (閔丙德)  | 참의 (1939년 6월 3일 ~ 1942년 6월 2일) |
| 민병석 (閔丙奭)  | 고문 (1925년 7월 6일 ~ 1939년 10월 12일) 부의장 (1939년 10월 13일 ~ 1940년 8월 6일) |
| 민상호 (閔商鎬)  | 찬의 (1910년 10월 1일 ~ 1918년 12월 6일) 고문 (1918년 12월 6일 ~ 1921년 4월 26일) 참의 (1921년 4월 28일 ~ 1933년 9월 5일)                                                                                 |
| 민영기 (閔泳綺)  | 고문 (1911년 3월 6일 ~ 1923년 3월 1일) |
| 민영은 (閔泳殷)  | 참의 (1924년 4월 27일 ~ 1927년 4월 26일) |
| 민영찬 (閔泳瓚)  | 참의 (1921년 4월 28일 ~ 1933년 6월 2일) |
| 민원식 (閔元植)  | 부찬의 (1919년 11월 22일 ~ 1921년 2월 16일) 찬의 (1921년 2월 17일, 사후 추서) |
| 민재기 (閔載祺)  | 참의 (1944년 6월 1일 ~ 1945년 9월 21일) |
| 민형식 (閔衡植)  | 참의 (1924년 4월 27일 ~ 1927년 4월 26일) |
| 박경석 (朴經錫)  | 참의 (1928년 9월 20일 ~ 1931년 9월 19일) |
| 박경양 (朴慶陽)  | 찬의 (1910년 10월 1일 ~ 1916년 5월 22일) |
| 박기동 (朴起東)  | 참의 (1930년 6월 3일 ~ 1933년 6월 2일) |
| 박기석 (朴箕錫)  | 참의 (1931년 9월 21일 ~ 1934년 9월 20일) |
| 박기순 (朴基順)  | 참의 (1924년 4월 27일 ~ 1927년 4월 26일) |
| 박기양 (朴箕陽)  | 참의 (1925년 7월 6일 ~ 1932년 12월 2일) |
| 박두영 (朴斗榮)  | 참의 (1937년 8월 3일 ~ 1945년 9월 21일) |
| 박보양 (朴普陽)  | 참의 (1939년 6월 3일 ~ 1942년 6월 2일) |
| 박봉주 (朴鳳柱)  | 참의 (1921년 4월 28일 ~ 1924년 4월 26일) |
| 박봉진 (朴鳳鎭)  | 참의 (1938년 4월 20일 ~ 1941년 4월 19일) |
| 박상준 (朴相駿)  | 참의 (1929년 12월 28일 ~ 1932년 12월 27일, 1933년 6월 3일 ~ 1945년 6월 2일) |
| 박승봉 (朴勝鳳)  | 찬의 (1910년 10월 1일 ~ 1921년 4월 27일) 참의 (1921년 4월 28일 ~ 1927년 4월 26일, 1930년 6월 3일 ~ 1933년 8월 23일)                                                                                       |
| 박영철 (朴榮喆)  | 참의 (1933년 6월 3일 ~ 1939년 3월 10일) |
| 박영효 (朴泳孝)  | 고문 (1921년 4월 28일 ~ 1926년 3월 12일) 부의장 (1926년 3월 12일 ~ 1939년 9월 21일) |
| 박용구 (朴容九)  | 참의 (1933년 6월 3일 ~ 1943년 4월 4일) |
| 박의병 (朴義秉)  | 참의 (1927년 6월 3일 ~ 1929년 12월 3일) |
| 박이양 (朴彛陽)  | 참의 (1921년 4월 28일 ~ 1925년 1월 14일) |
| 박제빈 (朴齊斌)  | 찬의 (1911년 6월 24일 ~ 1921년 4월 27일) 참의 (1921년 4월 28일 ~ 1921년 9월 4일) |
| 박제순 (朴齊純)  | 고문 (1910년 10월 1일 ~ 1916년 6월 20일) |
| 박제환 (朴齊瓛)  | 부찬의 (1910년 10월 1일 ~ 1921년 4월 27일) 참의 (1921년 4월 28일 ~ 1927년 4월 26일) |
| 박종렬 (朴宗烈)  | 참의 (1921년 4월 28일 ~ 1936년 6월 2일) |
| 박중양 (朴重陽)  | 찬의 (1915년 3월 31일 ~ 1921년 2월 12일) 참의 (1927년 2월 17일 ~ 1933년 2월 16일, 1933년 6월 3일 ~ 1941년 5월 12일) 고문 (1941년 5월 12일 ~ 1943년 10월 20일) 부의장 (1943년 10월 20일 ~ 1945년 9월 21일) |
| 박지근 (朴智根)  | 참의 (1942년 6월 3일 ~ 1945년 6월 2일) |
| 박철희 (朴喆熙)  | 참의 (1934년 4월 17일 ~ 1940년 4월 16일) |
| 박필병 (朴弼秉)  | 참의 (1941년 9월 13일 ~ 1944년 9월 12일) |
| 박해령 (朴海齡)  | 부찬의 (1919년 12월 22일 ~ 1920년 3월 9일) 찬의 (1920년 3월 9일, 사후 추서) |
| 박흥규 (朴興奎)  | 참의 (1927년 6월 3일 ~ 1930년 6월 2일) |
| 박희양 (朴熙陽)  | 부찬의 (1910년 10월 1일 ~ 1921년 4월 27일) 참의 (1921년 4월 28일 ~ 1924년 4월 26일) |
| 박희옥 (朴禧沃)  | 참의 (1933년 6월 3일 ~ 1939년 6월 2일) |
| 방의석 (方義錫)  | 참의 (1939년 6월 ~ 1945년 9월 21일) |
| 방인혁 (龐寅赫)  | 참의 (1921년 4월 28일 ~ 1924년 4월 26일) |
| 방태영 (方台榮)  | 참의 (1936년 6월 3일 ~ 1939년 6월 2일) |
| 백인기 (白寅基)  | 참의 (1927년 6월 3일 ~ 1930년 6월 2일) |

## 사
| 이름 (한자 표기)     | 직위 |
| -------------------- | --- |
| 상호 (尙灝)          | 참의 (1927년 6월 3일 ~ 1933년 6월 2일)                                                                         |
| 서병조 (徐丙朝)      | 참의 (1924년 4월 27일 ~ 1927년 4월 26일, 1933년 6월 3일 ~ 1945년 6월 2일)                                      |
| 서병주 (徐炳柱)      | 참의 (1939년 6월 3일 ~ 1940년 8월 3일)                                                                         |
| 서상훈 (徐相勛)      | 부찬의 (1910년 10월 1일 ~ 1921년 4월 27일) 참의 (1921년 4월 28일 ~ 1943년 7월 31일)                            |
| 서회보 (徐晦輔)      | 부찬의 (1917년 2월 22일 ~ 1919년 7월 27일)                                                                     |
| 석명선 (石明瑄)      | 참의 (1933년 6월 3일 ~ 1939년 6월 2일)                                                                         |
| 선우순 (鮮于(金+筍)) | 참의 (1921년 4월 28일 ~ 1933년 8월 8일)                                                                        |
| 성원경 (成元慶)      | 참의 (1936년 6월 3일 ~ 1939년 6월 2일)                                                                         |
| 성하국 (成夏國)      | 부찬의 (1911년 2월 25일 ~ 1915년 2월 23일)                                                                     |
| 손재하 (孫在廈)      | 참의 (1939년 6월 3일 ~ 1942년 6월 2일)                                                                         |
| 손조봉 (孫祚鳳)      | 참의 (1936년 6월 3일 ~ 1939년 6월 2일)                                                                         |
| 손창식 (孫昌植)      | 참의 (1945년 6월 6일 ~ 1945년 9월 21일)                                                                        |
| 송문화 (宋文華)      | 참의 (1942년 6월 3일 ~ 1945년 9월 21일)                                                                        |
| 송병준 (宋秉畯)      | 고문 (1910년 10월 1일 ~ 1911년 8월 20일, 1921년 4월 28일 ~ 1925년 2월 1일)                                     |
| 송종헌 (宋鍾憲)      | 참의 (1921년 4월 28일 ~ 1933년 6월 2일)                                                                        |
| 송지헌 (宋之憲)      | 부찬의 (1910년 10월 1일 ~ 1921년 4월 27일) 참의 (1921년 4월 28일 ~ 1934년 11월 26일)                           |
| 송헌빈 (宋憲斌)      | 부찬의 (1910년 10월 1일 ~ 1921년 4월 27일)                                                                     |
| 신석린 (申錫麟)      | 참의 (1923년 8월 6일 ~ 1927년 5월 18일, 1929년 12월 28일 ~ 1932년 12월 27일, 1933년 6월 3일 ~ 1945년 9월 21일) |
| 신석우 (申錫雨)      | 참의 (1921년 4월 28일 ~ 1924년 4월 26일)                                                                       |
| 신우선 (申佑善)      | 부찬의 (1910년 10월 1일 ~ 1911년 2월 24일)                                                                     |
| 신응희 (申應熙)      | 참의 (1924년 4월 27일 ~ 1928년 2월 12일)                                                                       |
| 신창휴 (申昌休)      | 참의 (1927년 6월 3일 ~ 1930년 6월 2일)                                                                         |
| 신태유 (申泰游)      | 부찬의 (1910년 10월 1일 ~ 1921년 4월 27일) 참의 (1921년 4월 28일 ~ 1927년 4월 26일)                            |
| 신현구 (申鉉九)      | 참의 (1941년 9월 13일 ~ 1945년 9월 21일)                                                                       |
| 신희련 (申熙璉)      | 참의 (1933년 6월 3일 ~ 1936년 6월 2일)                                                                         |
| 심선택 (沈璿澤)      | 참의 (1927년 6월 3일 ~ 1930년 6월 2일)                                                                         |
| 심환진 (沈晥鎭)      | 참의 (1927년 6월 3일 ~ 1933년 6월 2일)                                                                         |

## 아
| 이름 (한자 표기) | 직위 |
| ---------------- | --- |
| 안병길 (安炳吉)  | 참의 (1927년 6월 3일 ~ 1930년 6월 2일)                                                                                         |
| 안종철 (安鍾哲)  | 참의 (1936년 6월 3일 ~ 1945년 9월 21일)                                                                                        |
| 양재창 (梁在昶)  | 참의 (1945년 6월 6일 ~ 1945년 9월 21일)                                                                                        |
| 양재홍 (梁在鴻)  | 참의 (1930년 6월 3일 ~ 1933년 6월 2일)                                                                                         |
| 어담 (魚潭)      | 참의 (1934년 4월 23일 ~ 1943년 7월 5일)                                                                                        |
| 어윤적 (魚允迪)  | 부찬의 (1910년 10월 1일 ~ 1921년 4월 27일) 참의 (1921년 4월 28일 ~ 1927년 4월 26일, 1929년 12월 28일 ~ 1932년 12월 27일)       |
| 엄준원 (嚴俊源)  | 참의 (1921년 4월 28일 ~ 1938년 2월 13일)                                                                                       |
| 엄태영 (嚴台永)  | 부찬의 (1910년 10월 1일 ~ 1912년 9월 15일)                                                                                     |
| 염중모 (廉仲模)  | 찬의 (1910년 10월 1일 ~ 1921년 4월 27일) 참의 (1921년 4월 28일 ~ 1930년 6월 2일, 1930년 6월 3일 ~ 1935년 1월 11일)             |
| 오세호 (吳世皥)  | 참의 (1938년 4월 20일 ~ 1941년 4월 19일)                                                                                       |
| 오재풍 (吳在豊)  | 부찬의 (1910년 10월 1일 ~ 1921년 4월 27일) 참의 (1921년 4월 28일 ~ 1932년 10월 19일)                                           |
| 오제영 (吳悌泳)  | 부찬의 (1911년 2월 25일 ~ 1920년 1월 29일)                                                                                     |
| 오태환 (吳台煥)  | 참의 (1927년 6월 3일 ~ 1936년 6월 2일)                                                                                         |
| 원덕상 (元悳常)  | 참의 (1927년 6월 3일 ~ 1945년 6월 5일, 1945년 6월 6일 ~ 1945년 9월 21일)                                                       |
| 원병희 (元炳喜)  | 참의 (1942년 6월 3일 ~ 1945년 6월 2일)                                                                                         |
| 원응상 (元應常)  | 참의 (1924년 12월 24일 ~ 1933년 12월 23일)                                                                                     |
| 위기철 (韋基喆)  | 참의 (1941년 4월 21일 ~ 1944년 4월 20일)                                                                                       |
| 위정학 (魏楨鶴)  | 참의 (1942년 6월 3일 ~ 1945년 6월 2일)                                                                                         |
| 유기호 (柳基浩)  | 참의 (1921년 4월 28일 ~ 1924년 12월 1일)                                                                                       |
| 유만겸 (兪萬兼)  | 참의 (1940년 9월 2일 ~ 1944년 12월 13일)                                                                                       |
| 유맹 (劉猛)      | 찬의 (1910년 10월 1일 ~ 1921년 4월 27일) 참의 (1921년 4월 28일 ~ 1930년 1월 21일)                                              |
| 유빈겸 (兪斌兼)  | 참의 (1921년 4월 28일 ~ 1924년 4월 26일)                                                                                       |
| 유성준 (兪星濬)  | 참의 (1921년 4월 28일 ~ 1926년 8월 14일, 1929년 12월 28일 ~ 1932년 12월 27일, 1933년 6월 3일 ~ 1934년 2월 27일)                |
| 유승흠 (柳承欽)  | 참의 (1924년 12월 24일 ~ 1933년 12월 23일)                                                                                     |
| 유익환 (柳翼煥)  | 참의 (1930년 6월 3일 ~ 1933년 6월 2일)                                                                                         |
| 유정수 (柳正秀)  | 찬의 (1910년 10월 1일 ~ 1921년 4월 27일) 참의 (1921년 4월 28일 ~ 1938년 4월 17일)                                              |
| 유진순 (劉鎭淳)  | 참의 (1932년 5월 2일 ~ 1945년 2월 10일)                                                                                        |
| 유태설 (劉泰卨)  | 참의 (1933년 6월 3일 ~ 1942년 6월 2일)                                                                                         |
| 유혁로 (柳赫魯)  | 찬의 (1917년 6월 13일 ~ 1921년 4월 27일) 참의 (1921년 4월 28일 ~ 1927년 4월 26일, 1930년 6월 3일 ~ 1940년 5월 15일)            |
| 유흥세 (柳興世)  | 부찬의 (1911년 2월 25일 ~ 1921년 4월 27일) 참의 (1921년 4월 28일 ~ 1932년 2월 15일)                                            |
| 윤갑병 (尹甲炳)  | 참의 (1924년 12월 24일 ~ 1933년 12월 23일, 1934년 4월 17일 ~ 1943년 1월 5일)                                                   |
| 윤덕영 (尹德榮)  | 고문 (1925년 7월 6일 ~ 1940년 8월 26일) 부의장 (1940년 8월 26일 ~ 1940년 10월 18일)                                            |
| 윤정현 (尹定鉉)  | 참의 (1926년 2월 17일 ~ 1929년 2월 16일)                                                                                       |
| 윤치소 (尹致昭)  | 참의 (1924년 4월 27일 ~ 1927년 4월 26일)                                                                                       |
| 윤치오 (尹致旿)  | 부찬의 (1910년 10월 1일 ~ 1911년 2월 24일) 찬의 (1911년 2월 25일 ~ 1915년 3월 31일)                                            |
| 윤치호 (尹致昊)  | 고문 (1941년 5월 12일 ~ 1944년 5월 12일)                                                                                       |
| 이갑용 (李甲用)  | 참의 (1942년 6월 2일 ~ 1945년 6월 2일)                                                                                         |
| 이강원 (李康元)  | 참의 (1927년 6월 3일 ~ 1930년 6월 2일)                                                                                         |
| 이건춘 (李建春)  | 찬의 (1910년 10월 1일 ~ 1921년 4월 27일) 참의 (1921년 4월 28일 ~ 1924년 4월 26일)                                              |
| 이겸제 (李謙濟)  | 찬의 (1915년 3월 31일 ~ 1921년 4월 27일) 참의 (1921년 4월 28일 ~ 1927년 4월 26일, 1930년 6월 3일 ~ 1945년 9월 21일)            |
| 이경식 (李敬植)  | 참의 (1930년 6월 3일 ~ 1945년 6월 2일, 1945년 6월 6일 ~ 1945년 9월 21일)                                                       |
| 이계한 (李啓漢)  | 참의 (1943년 9월 30일 ~ 1945년 9월 21일)                                                                                       |
| 이교식 (李敎植)  | 참의 (1935년 4월 20일 ~ 1938년 4월 19일)                                                                                       |
| 이근상 (李根湘)  | 고문 (1910년 10월 1일 ~ 1920년 1월 20일)                                                                                       |
| 이근수 (李瑾洙)  | 참의 (1936년 6월 3일 ~ 1939년 6월 2일)                                                                                         |
| 이근우 (李根宇)  | 참의 (1924년 4월 27일 ~ 1927년 4월 26일, 1933년 6월 3일 ~ 1936년 6월 2일)                                                      |
| 이근택 (李根澤)  | 고문 (1910년 10월 1일 ~ 1919년 12월 17일)                                                                                      |
| 이기승 (李基升)  | 참의 (1930년 6월 3일 ~ 1936년 6월 2일)                                                                                         |
| 이기찬 (李基燦)  | 참의 (1936년 6월 3일 ~ 1945년 6월 12일)                                                                                        |
| 이도익 (李度翼)  | 부찬의 (1910년 10월 1일 ~ 1921년 4월 27일) 참의 (1921년 4월 28일 ~ 1924년 4월 26일)                                            |
| 이동우 (李東雨)  | 참의 (1924년 4월 27일 ~ 1934년 9월 21일)                                                                                       |
| 이만규 (李晩奎)  | 부찬의 (1914년 5월 2일 ~ 1921년 4월 27일) 참의 (1921년 4월 28일 ~ 1927년 4월 26일)                                             |
| 이명구 (李明求)  | 참의 (1933년 6월 3일 ~ 1936년 6월 2일)                                                                                         |
| 이범익 (李範益)  | 참의 (1937년 2월 20일 ~ 1937년 7월 23일) 고문 (1945년 6월 6일 ~ 1945년 9월 21일)                                               |
| 이병길 (李丙吉)  | 참의 (1941년 5월 12일 ~ 1945년 9월 21일)                                                                                       |
| 이병렬 (李炳冽)  | 참의 (1927년 6월 3일 ~ 1936년 6월 2일)                                                                                         |
| 이병학 (李柄學)  | 참의 (1921년 4월 28일 ~ 1924년 4월 26일)                                                                                       |
| 이봉로 (李鳳魯)  | 부찬의 (1910년 10월 1일 ~ 1921년 4월 27일)                                                                                     |
| 이선호 (李宣鎬)  | 참의 (1935년 4월 20일 ~ 1936년 4월 6일)                                                                                        |
| 이승구 (李承九)  | 참의 (1942년 6월 3일 ~ 1945년 9월 21일)                                                                                        |
| 이승우 (李升雨)  | 참의 (1936년 6월 3일 ~ 1945년 6월 2일)                                                                                         |
| 이시영 (李始榮)  | 부찬의 (1910년 10월 1일 ~ 1911년 2월 25일)                                                                                     |
| 이영찬 (李泳贊)  | 참의 (1944년 4월 21일 ~ 1945년 9월 21일)                                                                                       |
| 이완용 (李完用)  | 고문 (1910년 10월 1일 ~ 1912년 8월 8일) 부의장 (1912년 8월 9일 ~ 1926년 2월 12일)                                              |
| 이용직 (李容稙)  | 고문 (1910년 10월 1일 ~ 1919년 7월 17일)                                                                                       |
| 이원보 (李源甫)  | 참의 (1943년 2월 16일 ~ 1945년 9월 21일)                                                                                       |
| 이원용 (李源鎔)  | 부찬의 (1910년 10월 1일 ~ 1911년 2월 25일)                                                                                     |
| 이윤용 (李允用)  | 고문 (1928년 10월 2일 ~ 1938년 9월 8일)                                                                                        |
| 이은우 (李恩雨)  | 참의 (1936년 6월 3일 ~ 1939년 6월 2일)                                                                                         |
| 이익화 (李翊華)  | 참의 (1942년 6월 3일 ~ 1945년 6월 2일)                                                                                         |
| 이장우 (李章雨)  | 참의 (1943년 8월 3일 ~ 1944년 1월 16일)                                                                                        |
| 이재곤 (李載崑)  | 고문 (1910년 10월 1일 ~ 1920년 5월 10일)                                                                                       |
| 이재정 (李在正)  | 찬의 (1910년 10월 1일 ~ 1919년 9월 28일)                                                                                       |
| 이종덕 (李鍾悳)  | 참의 (1942년 6월 3일 ~ 1945년 6월 2일)                                                                                         |
| 이종섭 (李鍾燮)  | 참의 (1938년 4월 20일 ~ 1941년 4월 19일)                                                                                       |
| 이준상 (李濬相)  | 찬의 (1910년 10월 1일 ~ 1921년 4월 27일)                                                                                       |
| 이지용 (李址鎔)  | 고문 (1910년 10월 1일 ~ 1912년 3월 27일, 1925년 7월 6일 ~ 1928년 6월 30일)                                                     |
| 이진호 (李軫鎬)  | 참의 (1931년 1월 19일 ~ 1941년 5월 11일) 부의장 (1941년 5월 12일 ~ 1943년 10월 19일) 고문 (1943년 10월 20일 ~ 1945년 9월 21일) |
| 이충건 (李忠健)  | 참의 (1932년 3월 1일 ~ 1935년 2월 28일)                                                                                        |
| 이택규 (李宅珪)  | 참의 (1927년 6월 3일 ~ 1936년 6월 2일)                                                                                         |
| 이택현 (李澤鉉)  | 참의 (1921년 4월 28일 ~ 1927년 4월 26일)                                                                                       |
| 이하영 (李夏榮)  | 고문 (1910년 10월 1일 ~ 1929년 3월 1일)                                                                                        |
| 이항직 (李恒稙)  | 부찬의 (1911년 2월 25일 ~ 1921년 4월 27일) 참의 (1921년 4월 28일 ~ 1933년 6월 2일)                                             |
| 이흥재 (李興載)  | 참의 (1927년 6월 3일 ~ 1930년 6월 2일)                                                                                         |
| 이희덕 (李熙悳)  | 참의 (1927년 6월 3일 ~ 1934년 2월 2일)                                                                                         |
| 이희적 (李熙迪)  | 참의 (1936년 6월 3일 ~ 1939년 6월 2일)                                                                                         |
| 인창환 (印昌桓)  | 참의 (1936년 6월 3일 ~ 1939년 6월 2일)                                                                                         |
| 임선준 (任善準)  | 고문 (1910년 10월 1일 ~ 1919년 2월 21일)                                                                                       |
| 임창수 (林昌洙)  | 참의 (1945년 6월 6일 ~ 1945년 9월 21일)                                                                                        |
| 임창하 (林昌夏)  | 참의 (1944년 2월 3일 ~ 1945년 9월 21일)                                                                                        |

## 자
| 이름 (한자 표기) | 직위 |
| ---------------- | --- |
| 장대익 (張大翼)  | 참의 (1930년 6월 3일 ~ 1936년 6월 2일)                                                                                 |
| 장도 (張燾)      | 참의 (1921년 4월 28일 ~ 1924년 4월 26일)                                                                               |
| 장상철 (張相轍)  | 참의 (1927년 6월 3일 ~ 1930년 6월 2일)                                                                                 |
| 장석원 (張錫元)  | 참의 (1936년 6월 3일 ~ 1942년 6월 2일)                                                                                 |
| 장석주 (張錫周)  | 고문 (1912년 8월 9일 ~ 1921년 4월 26일)                                                                                |
| 장용관 (張龍官)  | 참의 (1941년 4월 21일 ~ 1944년 4월 20일)                                                                               |
| 장윤식 (張潤植)  | 참의 (1945년 6월 6일 ~ 1945년 9월 21일)                                                                                |
| 장응상 (張鷹相)  | 참의 (1930년 6월 3일 ~ 1933년 6월 2일)                                                                                 |
| 장인원 (張寅源)  | 참의 (1921년 4월 28일 ~ 1924년 4월 26일)                                                                               |
| 장준영 (張俊英)  | 참의 (1942년 6월 3일 ~ 1945년 9월 21일)                                                                                |
| 장직상 (張稷相)  | 참의 (1930년 6월 3일 ~ 1945년 9월 21일)                                                                                |
| 장헌근 (張憲根)  | 참의 (1938년 6월 23일 ~ 1945년 9월 21일)                                                                               |
| 장헌식 (張憲植)  | 참의 (1926년 8월 14일 ~ 1945년 9월 21일)                                                                               |
| 전덕룡 (田德龍)  | 참의 (1942년 6월 3일 ~ 1945년 6월 2일)                                                                                 |
| 전석영 (全錫泳)  | 참의 (1921년 4월 28일 ~ 1925년 2월 17일)                                                                               |
| 전승수 (全承洙)  | 참의 (1945년 6월 6일 ~ 1945년 9월 21일)                                                                                |
| 정건유 (鄭健裕)  | 참의 (1925년 12월 27일 ~ 1932년 1월 22일)                                                                              |
| 정관조 (鄭觀朝)  | 참의 (1933년 6월 3일 ~ 1936년 6월 2일)                                                                                 |
| 정교원 (鄭僑源)  | 참의 (1939년 6월 3일 ~ 1943년 2월 16일)                                                                                |
| 정난교 (鄭蘭敎)  | 참의 (1927년 6월 3일 ~ 1943년 12월 28일)                                                                               |
| 정대현 (鄭大鉉)  | 참의 (1934년 4월 17일 ~ 1938년 8월 9일)                                                                                |
| 정동식 (鄭東植)  | 부찬의 (1910년 10월 1일 ~ 1921년 4월 27일) 참의 (1921년 4월 28일 ~ 1924년 4월 26일)                                    |
| 정병조 (鄭丙朝)  | 부찬의 (1913년 12월 6일 ~ 1921년 4월 27일) 참의 (1921년 4월 28일 ~ 1927년 4월 26일)                                    |
| 정석모 (鄭碩謨)  | 참의 (1933년 6월 3일 ~ 1936년 6월 2일)                                                                                 |
| 정석용 (鄭錫溶)  | 참의 (1936년 6월 3일 ~ 1939년 6월 2일)                                                                                 |
| 정순현 (鄭淳賢)  | 참의 (1924년 4월 27일 ~ 1933년 6월 2일)                                                                                |
| 정연기 (鄭然基)  | 참의 (1941년 1월 24일 ~ 1945년 6월 16일)                                                                               |
| 정인흥 (鄭寅興)  | 찬의 (1910년 10월 1일 ~ 1921년 4월 27일)                                                                               |
| 정재학 (鄭在學)  | 참의 (1924년 4월 27일 ~ 1927년 4월 26일)                                                                               |
| 정진홍 (鄭鎭弘)  | 부찬의 (1910년 10월 1일 ~ 1921년 4월 27일) 참의 (1921년 4월 28일 ~ 1924년 4월 26일, 1924년 4월 27일 ~ 1926년 4월 16일) |
| 정태균 (鄭泰均)  | 참의 (1927년 6월 3일 ~ 1930년 6월 2일)                                                                                 |
| 정해붕 (鄭海鵬)  | 참의 (1940년 8월 3일 ~ 1943년 8월 2일)                                                                                 |
| 정호봉 (鄭鎬鳳)  | 참의 (1927년 6월 3일 ~ 1930년 6월 2일)                                                                                 |
| 조경하 (趙鏡夏)  | 참의 (1940년 9월 2일 ~ 1941년 1월 11일)                                                                                |
| 조민희 (趙民熙)  | 고문 (1919년 11월 15일 ~ 1921년 4월 26일) 참의 (1921년 4월 28일 ~ 1924년 4월 26일)                                     |
| 조병건 (趙秉健)  | 부찬의 (1910년 10월 1일 ~ 1921년 4월 27일) 참의 (1921년 4월 28일 ~ 1924년 1월 31일)                                    |
| 조병상 (曺秉相)  | 참의 (1939년 6월 3일 ~ 1942년 6월 2일)                                                                                 |
| 조상옥 (趙尙鈺)  | 참의 (1942년 6월 3일 ~ 1945년 6월 2일)                                                                                 |
| 조성근 (趙性根)  | 참의 (1933년 6월 3일 ~ 1938년 5월 15일)                                                                                |
| 조영희 (趙英熙)  | 찬의 (1910년 10월 1일 ~ 1921년 4월 26일) 참의 (1921년 4월 28일 ~ 1927년 4월 26일)                                      |
| 조원성 (趙源誠)  | 부찬의 (1911년 2월 25일 ~ 1917년 7월 24일)                                                                             |
| 조재영 (趙在榮)  | 부찬의 (1911년 2월 25일 ~ 1917년 9월 4일)                                                                              |
| 조제환 (趙齊桓)  | 찬의 (1910년 10월 1일 ~ 1911년 2월 25일)                                                                               |
| 조중응 (趙重應)  | 고문 (1910년 10월 1일 ~ 1919년 7월 25일)                                                                               |
| 조진태 (趙鎭泰)  | 참의 (1927년 6월 3일 ~ 1936년 6월 2일)                                                                                 |
| 조희문 (趙羲聞)  | 찬의 (1918년 12월 6일 ~ 1921년 4월 27일) 참의 (1921년 4월 28일 ~ 1927년 4월 26일, 1927년 6월 3일 ~ 1941년 3월 21일)    |
| 조희연 (趙羲淵)  | 고문 (1910년 10월 1일 ~ 1915년 4월 19일)                                                                               |
| 주영환 (朱榮煥)  | 참의 (1937년 10월 27일 ~ 1945년 9월 21일)                                                                              |
| 지희열 (池喜烈)  | 참의 (1939년 6월 3일 ~ 1941년 5월 20일)                                                                                |
| 진학문 (秦學文)  | 참의 (1945년 6월 6일 ~ 1945년 9월 21일)                                                                                |
| 진희규 (秦喜葵)  | 참의 (1930년 6월 3일 ~ 1933년 6월 2일)                                                                                 |

## 차 ~ 파
| 이름 (한자 표기) | 직위                                                                        |
| ---------------- | --------------------------------------------------------------------------- |
| 차남진 (車南鎭)  | 참의 (1941년 8월 15일 ~ 1945년 9월 21일)                                    |
| 천장욱 (千章郁)  | 참의 (1921년 4월 28일 ~ 1923년 9월 1일)                                     |
| 최남선 (崔南善)  | 참의 (1936년 6월 3일 ~ 1938년 3월 8일)                                      |
| 최린 (崔麟)      | 참의 (1934년 4월 17일 ~ 1938년 4월 30일, 1941년 5월 12일 ~ 1945년 9월 21일) |
| 최상돈 (崔相敦)  | 부찬의 (1910년 10월 1일 ~ 1916년 12월 3일)                                  |
| 최석하 (崔錫夏)  | 참의 (1921년 4월 28일 ~ 1922년 4월 19일, 1929년 3월 4일 ~ 1929년 8월 27일)  |
| 최승렬 (崔昇烈)  | 참의 (1945년 6월 6일 ~ 1945년 9월 21일)                                     |
| 최양호 (崔養浩)  | 참의 (1933년 6월 3일 ~ 1936년 6월 2일)                                      |
| 최연국 (崔演國)  | 참의 (1933년 6월 3일 ~ 1936년 6월 2일)                                      |
| 최윤 (崔潤)      | 참의 (1936년 6월 3일 ~ 1939년 6월 2일, 1943년 5월 19일 ~ 1943년 8월 25일)   |
| 최윤주 (崔允周)  | 참의 (1934년 4월 17일 ~ 1937년 4월 16일)                                    |
| 최재엽 (崔在燁)  | 참의 (1941년 4월 21일 ~ 1941년 7월 25일)                                    |
| 최정묵 (崔鼎默)  | 참의 (1945년 6월 6일 ~ 1945년 9월 21일)                                     |
| 최준집 (崔準集)  | 참의 (1936년 6월 3일 ~ 1945년 9월 21일)                                     |
| 최지환 (崔志煥)  | 참의 (1936년 6월 3일 ~ 1942년 6월 2일)                                      |
| 최창조 (崔昌朝)  | 참의 (1933년 6월 3일 ~ 1936년 6월 2일)                                      |
| 최창호 (崔昌鎬)  | 참의 (1944년 4월 21일 ~ 1945년 9월 21일)                                    |
| 최형직 (崔馨稷)  | 참의 (1941년 4월 21일 ~ 1944년 4월 20일)                                    |
| 피성호 (皮性鎬)  | 참의 (1924년 4월 27일 ~ 1927년 4월 26일)                                    |

## 하
| 이름 (한자 표기) | 직위                                                                             |
| ---------------- | -------------------------------------------------------------------------------- |
| 하준석 (河駿錫)  | 참의 (1939년 6월 3일 ~ 1942년 6월 2일)                                           |
| 한규복 (韓圭復)  | 참의 (1933년 6월 3일 ~ 1945년 9월 21일)                                          |
| 한동리 (韓東履)  | 부찬의 (1910년 10월 1일 ~ 1911년 2월 25일)                                       |
| 한상룡 (韓相龍)  | 참의 (1927년 6월 3일 ~ 1941년 5월 11일) 고문 (1941년 5월 12일 ~ 1945년 9월 21일) |
| 한상봉 (韓相鳳)  | 참의 (1924년 4월 27일 ~ 1927년 4월 26일)                                         |
| 한영원 (韓永源)  | 참의 (1921년 4월 28일 ~ 1934년 2월 13일)                                         |
| 한익교 (韓翼敎)  | 참의 (1944년 2월 23일 ~ 1945년 9월 21일)                                         |
| 한정석 (韓定錫)  | 참의 (1945년 6월 6일 ~ 1945년 9월 21일)                                          |
| 한진창 (韓鎭昌)  | 참의 (1927년 6월 3일 ~ 1935년 2월 2일)                                           |
| 한창동 (韓昌東)  | 참의 (1927년 6월 3일 ~ 1930년 6월 2일)                                           |
| 한창수 (韓昌洙)  | 찬의 (1910년 10월 1일 ~ 1912년 8월 8일) 고문 (1912년 8월 9일 ~ 1919년 10월 20일) |
| 허명훈 (許命勳)  | 참의 (1921년 4월 28일 ~ 1924년 4월 26일)                                         |
| 허진 (許璡)      | 부찬의 (1910년 10월 1일 ~ 1921년 4월 27일)                                       |
| 현기봉 (玄基奉)  | 참의 (1924년 4월 27일 ~ 1924년 7월 7일)                                          |
| 현은 (玄檃)      | 참의 (1921년 4월 28일 ~ 1927년 4월 26일)                                         |
| 현준호 (玄俊鎬)  | 참의 (1930년 6월 3일 ~ 1945년 9월 21일)                                          |
| 현헌 (玄櫶)      | 참의 (1934년 4월 17일 ~ 1939년 1월 27일)                                         |
| 홍성연 (洪聖淵)  | 참의 (1927년 6월 3일 ~ 1930년 6월 2일)                                           |
| 홍승목 (洪承穆)  | 찬의 (1910년 10월 1일 ~ 1921년 4월 27일)                                         |
| 홍우석 (洪祐晳)  | 부찬의 (1910년 10월 1일 ~ 1913년 5월 1일)                                        |
| 홍운표 (洪運杓)  | 부찬의 (1910년 10월 1일 ~ 1921년 4월 26일)                                       |
| 홍재하 (洪在夏)  | 부찬의 (1911년 2월 25일 ~ 1921년 4월 27일)                                       |
| 홍종국 (洪鍾國)  | 참의 (1938년 6월 23일 ~ 1945년 9월 21일)                                         |
| 홍종억 (洪鍾檍)  | 찬의 (1910년 10월 1일 ~ 1919년 10월 22일)                                        |
| 홍종철 (洪鍾轍)  | 참의 (1930년 6월 3일 ~ 1933년 6월 2일)                                           |
| 홍치업 (洪致業)  | 참의 (1939년 6월 3일 ~ 1942년 6월 10일)                                          |
| 황종국 (黃鍾國)  | 참의 (1936년 6월 3일 ~ 1939년 6월 2일, 1942년 6월 3일 ~ 1945년 9월 21일)         |

## 같이 보기
- 대한민국 정부 발표 친일반민족행위자 명단 - 정치
- 민족문제연구소의 친일인명사전 수록자 명단 - 중추원
- 친일파 708인 명단 - 중추원

## 참고 문헌
- 친일반민족행위진상규명위원회 (2009). 《친일반민족행위진상규명 보고서 Ⅳ-1》. 서울.
- 친일반민족행위진상규명위원회 (2009). 《친일반민족행위진상규명 보고서 Ⅳ-2》. 서울.
- 친일반민족행위진상규명위원회 (2009). 《친일반민족행위진상규명 보고서 Ⅳ-3》. 서울.
- 친일반민족행위진상규명위원회 (2009). 《친일반민족행위진상규명 보고서 Ⅳ-4》. 서울.
- 친일반민족행위진상규명위원회 (2009). 《친일반민족행위진상규명 보고서 Ⅳ-5》. 서울.
- 친일반민족행위진상규명위원회 (2009). 《친일반민족행위진상규명 보고서 Ⅳ-6》. 서울.
- 친일반민족행위진상규명위원회 (2009). 《친일반민족행위진상규명 보고서 Ⅳ-7》. 서울.
- 친일반민족행위진상규명위원회 (2009). 《친일반민족행위진상규명 보고서 Ⅳ-8》. 서울.
- 친일반민족행위진상규명위원회 (2009). 《친일반민족행위진상규명 보고서 Ⅳ-9》. 서울.
- 친일반민족행위진상규명위원회 (2009). 《친일반민족행위진상규명 보고서 Ⅳ-10》. 서울.
- 친일반민족행위진상규명위원회 (2009). 《친일반민족행위진상규명 보고서 Ⅳ-11》. 서울.
- 친일반민족행위진상규명위원회 (2009). 《친일반민족행위진상규명 보고서 Ⅳ-12》. 서울.
- 친일반민족행위진상규명위원회 (2009). 《친일반민족행위진상규명 보고서 Ⅳ-13》. 서울.
- 친일반민족행위진상규명위원회 (2009). 《친일반민족행위진상규명 보고서 Ⅳ-14》. 서울.
- 친일반민족행위진상규명위원회 (2009). 《친일반민족행위진상규명 보고서 Ⅳ-15》. 서울.
- 친일반민족행위진상규명위원회 (2009). 《친일반민족행위진상규명 보고서 Ⅳ-16》. 서울.
- 친일반민족행위진상규명위원회 (2009). 《친일반민족행위진상규명 보고서 Ⅳ-17》. 서울.
- 친일반민족행위진상규명위원회 (2009). 《친일반민족행위진상규명 보고서 Ⅳ-18》. 서울.
- 친일반민족행위진상규명위원회 (2009). 《친일반민족행위진상규명 보고서 Ⅳ-19》. 서울.
- 민족문제연구소 (2009). 《친일인명사전 1 (ㄱ ~ ㅂ)》. 서울.
- 민족문제연구소 (2009). 《친일인명사전 2 (ㅂ ~ ㅇ)》. 서울.
- 민족문제연구소 (2009). 《친일인명사전 3 (ㅇ ~ ㅎ)》. 서울.